# Pelegrina chaimona
Pelegrina chaimona là một loài nhện trong họ Salticidae.
Loài này thuộc chi Pelegrina. Pelegrina chaimona được Maddison miêu tả năm 1996.